# Go Man! It's Sonny Criss and Modern Jazz
| Recensione | Giudizio |
| ---------- | -------- |
| AllMusic   | [ 1 ]    |

Go Man! It's Sonny Criss and Modern Jazz è il secondo album discografico del sassofonista jazz statunitense Sonny Criss, pubblicato dall'etichetta discografica Imperial Records nell'ottobre del 1956.

## Tracce
Lato A
1. Summertime – 4:01 (George Gershwin) – Registrato il 10 luglio 1956, Master Recorders, Hollywood, California
2. Memories of You – 3:46 (Andy Razaf, Eubie Blake) – Registrato il 10 luglio 1956, Master Recorders, Hollywood, California
3. Wailin' with Joe – 2:42 (Sonny Criss) – Registrato il 10 luglio 1956, Master Recorders, Hollywood, California
4. How Deep Is the Ocean – 2:57 (Irving Berlin) – Registrato il 10 luglio 1956, Master Recorders, Hollywood, California
5. The Blues for Rose – 2:30 (Sonny Criss) – Registrato il 10 luglio 1956, Master Recorders, Hollywood, California
6. The Man I Love – 3:18 (George Gershwin) – Registrato il 10 luglio 1956, Master Recorders, Hollywood, California

Lato B
1. (It Will Have to Do) Until the Real Thing Comes Along – 4:02 (Mann Hollner, Alberta Nichols, Sammy Cahn, Saul Chaplin, L.E. Freeman) – Registrato il 31 luglio 1956, Master Recorders, Hollywood, California
2. Blue Prelude – 2:35 (Gordon Jenkins, Joe Bishop) – Registrato il 31 luglio 1956, Master Recorders, Hollywood, California
3. After You've Gone – 3:39 (Henry Creamer, Turner Layton) – Registrato il 31 luglio 1956, Master Recorders, Hollywood, California
4. Come Rain or Come Shine – 3:50 (Harold Arlen, Johnny Mercer) – Registrato il 31 luglio 1956, Master Recorders, Hollywood, California
5. How High the Moon – 3:06 (Nancy Hamilton, Morgan Lewis) – Registrato il 31 luglio 1956, Master Recorders, Hollywood, California
6. If I Had You – 2:41 (James Campbell, Reg Connelly, Ted Shapiro) – Registrato il 31 luglio 1956, Master Recorders, Hollywood, California

## Musicisti
- Sonny Criss - sassofono alto
- Sonny Clark - pianoforte
- Leroy Vinnegar - contrabbasso
- Lawrence Marable - batteria[4]